# Hanna Reitsch
Hanna Reitsch (Hirschberg, Imperio alemán 29 de febrero de 1912 - 24 de agosto de 1979, Fráncfort del Meno, Alemania) fue una aviadora alemana, célebre por la obtención de varios récords deportivos y sus contribuciones como piloto de pruebas en la Luftwaffe.

## Vida
Nació en Hirschberg, Silesia, el 29 de febrero de 1912. Era hija de una familia acomodada de la burguesía alemana, su padre era oftalmólogo. De apariencia un tanto frágil y con 1,50 m de estatura y apenas 40 kg de peso; no obstante, no sería obstáculo para ella en conseguir sus metas. Hanna Reitsch demostró determinación desde muy temprana edad, pues ya desde los 13 años soñaba con volar y deseaba ser una doctora misionera voladora. Cuando tenía tiempo libre, se dirigía en bicicleta hasta Granau para ver el vuelo de los planeadores.
En 1931, a los 19 años terminó la escuela preparatoria, además de asistir a las escuelas coloniales para mujeres Koloniale Frauenschule en Rendsburg. Desde 1932 estudió Medicina en Berlín y en Kiel. Junto a su estudio se matriculó para volar planeadores y aviones en 1932, donde realizó un curso en la escuela de vuelo sin motor de Grunen. En ese mismo lugar coincidió y entabló una amistad que perduró durante casi toda su vida con quien sería el padre de la carrera espacial, Werner von Braun. 

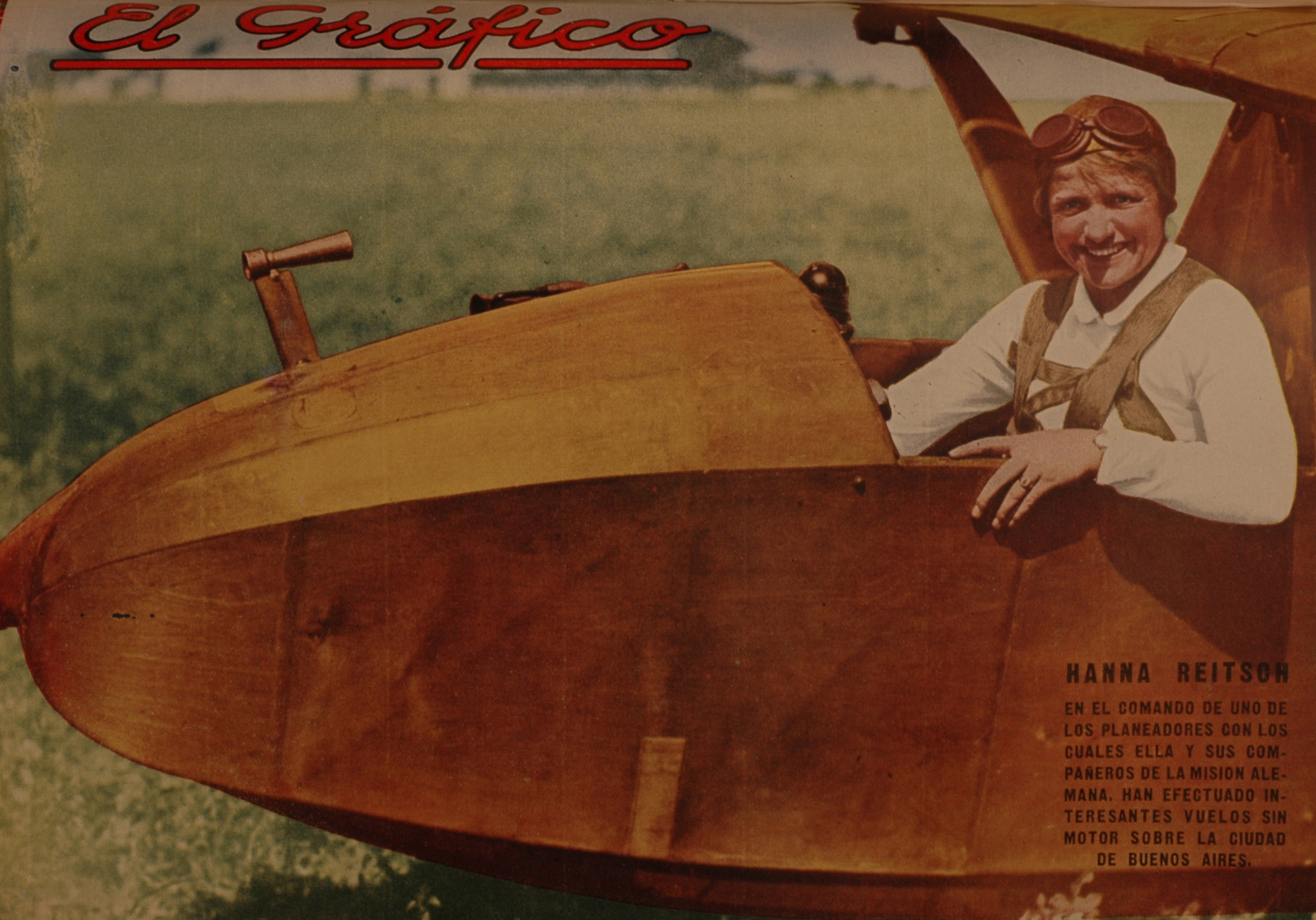
Hanna Reitsch con un planeador en Buenos Aires

Ella era la única mujer del grupo y, pese a que se estrelló en el primer despegue, sus profesores pronto advirtieron que era la mejor de su promoción. Poco antes del examen final consiguió el récord femenino de resistencia en planeador al mantenerse más tiempo en el aire. En efecto, ese mismo año logró establecer su primer récord aéreo: fue uno de duración en un planeador para mujeres con 5,5 horas en el aire. Estas experiencias adquiridas y talentos desarrollados les serían muy útiles a futuro.
En 1933 Hanna Reitsch fue contratada por Wolf Hirth como maestra de vuelo en su nueva escuela de vuelo de planeadores en Hornberg, cerca de Schwäbisch Gmünd. Desde 1933 hasta 1934 participó en una expedición de investigación en Brasil y Argentina e interrumpió sus estudios después de cuatro semestres debido al deseo insaciable de volar. Desde junio de ese mismo año, Hanna Reitsch trabajó como piloto de pruebas de la Comisión Alemana para Fomento del Vuelo en Planeador (Deutsche Forschungsanstalt für Segelflug) en Darmstadt.

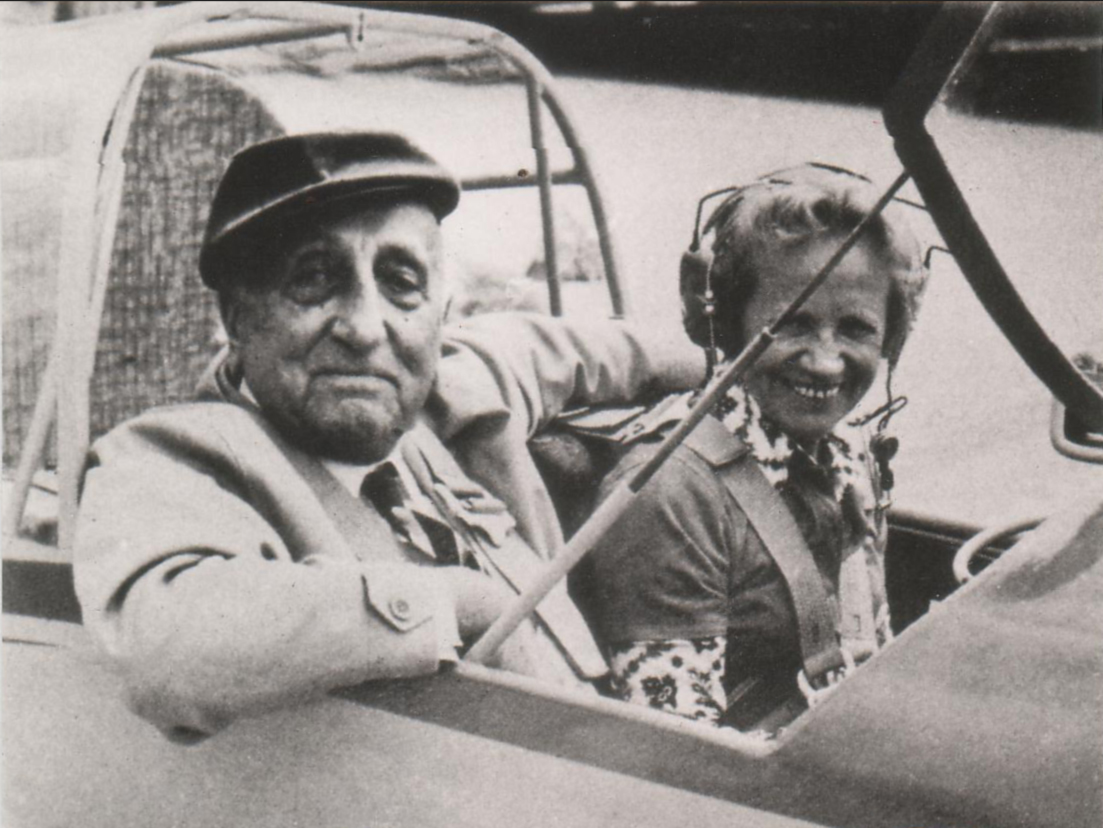
Reitsch junto a Karl Ritter, 1968.

## Primeros récords
En 1936 rompió el récord mundial de trayecto en vuelo con planeador para mujeres con 305 km. En 1937 Reitsch fue contratada por Ernst Udet como piloto de pruebas de la Escuela de Pruebas Aéreas de la Fuerza Aérea Alemana (Flügerprobungsschule der Luftwaffe) en Rechlin am Müritzsee. Allí tuvo la oportunidad de probar los aviones Ju 87 Stuka  (Sturmkampfflugzeuge), así como los bombarderos y los cazas.

## Carrera

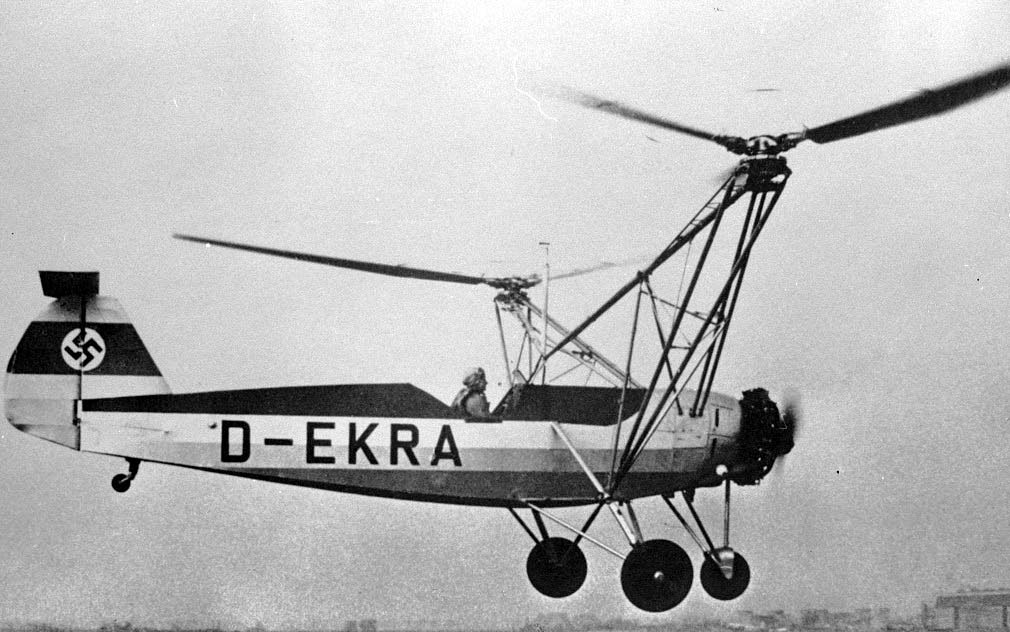
Hanna Reitsch en el Fw-61.

Como una de las primeras mujeres en el mundo en estos menesteres, en el mismo año fue promovida por Udet a Capitán de Vuelo. 
Anecdóticamente se puede decir que gracias a Hanna, otra aviadora famosa y que le siguió los pasos, la condesa Melitta Gräfin Schenk von Stauffenberg, cuñada del Conde Claus von Stauffenberg, futuro conspirador contra Hitler, que sería la primera piloto mujer de Lufthansa, gracias a que Udet le otorgara este título unos meses después de que se lo diera a Reitsch.

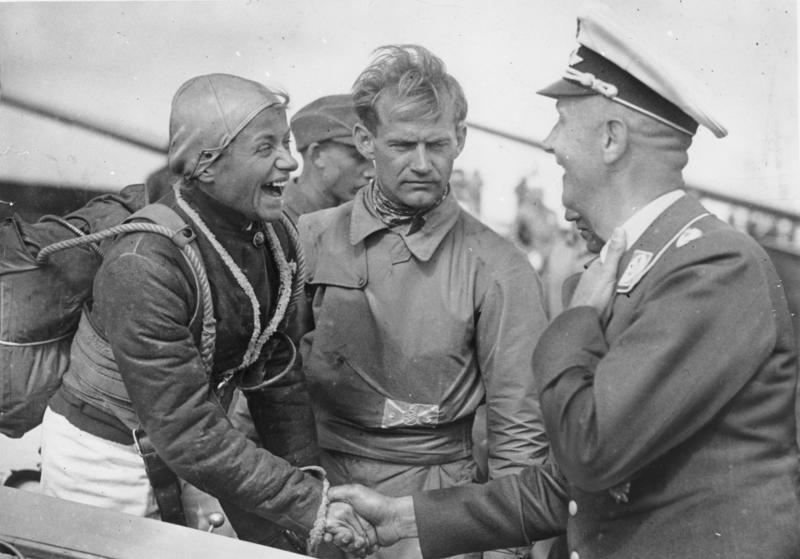
Reitsch en 1936 en Wasserkuppe.

Del mismo modo en 1937 Hanna Reitsch sobrevoló los Alpes en un planeador siendo la primera mujer en hacerlo. También fue la primera mujer que voló el helicóptero construido por Henrich Focke denominado Focke-Wulf Fw 61. Con este aparato se hizo el primer vuelo bajo techo de un helicóptero en 1938 en la "Deutschlandhalle" en Berlín. También ostentó el récord de la competencia alemana de vuelo en planeador con el vuelo del trayecto Sylt-Breslau (Silesia).
Un año después, en 1939, Hanna Reitsch estableció el récord mundial de vuelo direccionado en un planeador. Como piloto de pruebas voló en el mismo año para las tropas alemanas de desembarco aéreo ("Deutsche Luftlandetruppen"), el denominado gran planeador DFS 230. 
Por otro lado, con los aviones Dornier Do-17 y el Heinkel He 111 llevó a cabo pruebas para determinar si la construcción de las aeronaves resistía el golpe de los cables de acero de los globos cautivos británicos, en especial si la proa del avión podía romperlos sin recibir daños estructurales significativos.

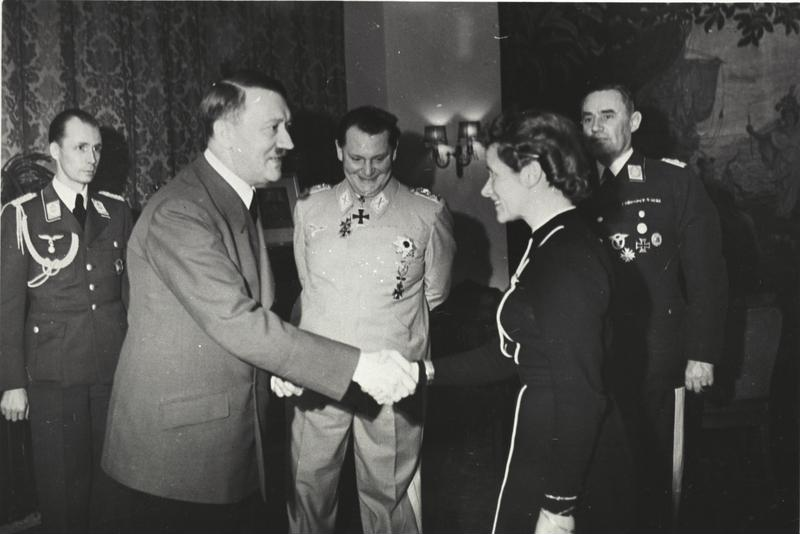
Adolf Hitler otorga a Hanna Reitsch la Cruz de Hierro de 2.ª clase en marzo de 1941.

En 1942 Reitsch voló en Augsburgo el primer avión cohete del mundo, el Messerschmitt Me 163 Komet, y participó en las pruebas de la bomba voladora llamada Fieseler Fi-103 V-1, que más tarde sería lanzada sobre Londres.

## Filiación política
Desde el invierno de 1943-1944 se convirtió en una de las promotoras más adherentes al nacionalsocialismo. De este modo, accedió a los círculos íntimos de Hitler, quien la tenía en alta estima. 
Participó en el desarrollo del avión suicida alemán Selbstopfer-Flugzeuge, proyecto que Hitler canceló en febrero de 1944, pues consideraba que las llamadas “bombas humanas", en que la muerte del piloto estaba asegurada a cambio de la consecución del objetivo, era una pérdida innecesaria. En el caso del Japón, los kamikazes sí se llevaron a cabo.

## Condecoraciones
En el marco de su trabajo como piloto de pruebas de la Fuerza Aérea Alemana (Deutsche Luftwaffe), Reitsch fue muchas veces lesionada y herida en servicio. Por sus servicios a la nación alemana se le otorgó la Cruz de Hierro de Primera Clase y la Cruz de Hierro de Segunda Clase (la Cruz de Hierro de Primera, como la única mujer a la que se le otorgó en la historia de Alemania), y también se le confirió el Distintivo Aéreo Militar de Oro con Diamantes.

## Sitio de Berlín

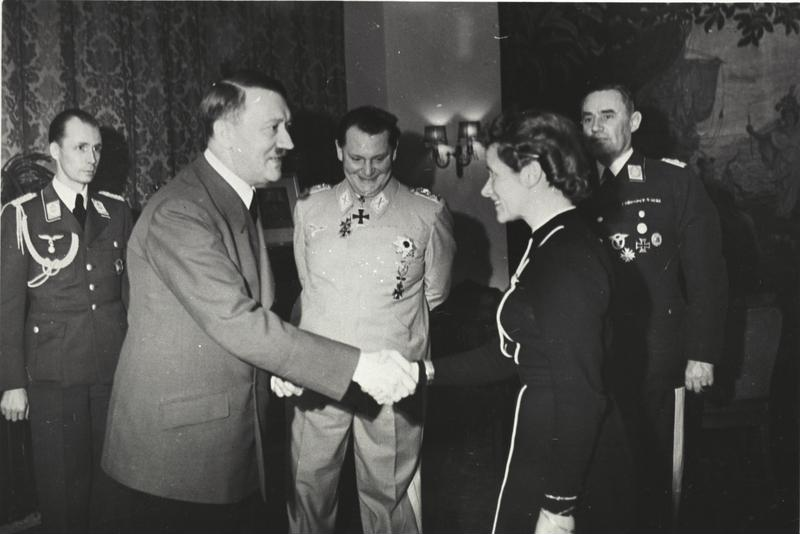
Hanna Reitsch recibiendo la Cruz de Hierro de manos de Adolf Hitler.

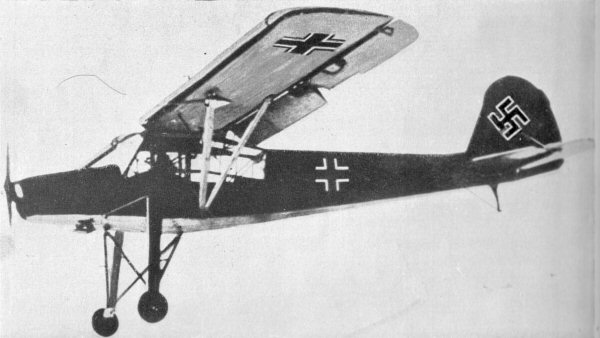
Un Fieseler Fi 156 Storch con el que aterrizó a unos pasos del Búnker de Hitler en la Puerta de Brandeburgo, mientras se libraba la Batalla de Berlín.

El 28 de abril de 1945 voló junto con el general Robert Ritter von Greim a Berlín sitiada por los rusos, en un vuelo en el que este último resultó herido. Hanna y von Greim visitaron el búnker de Hitler en Berlín. Allí von Greim fue nombrado por Hitler como nuevo Mariscal del Aire y sucesor oficial de Göring como jefe de la Luftwaffe. Reitsch quería convencer a Hitler de que huyera de Berlín. Hitler se negó. Sólo con mucho esfuerzo pudo Reitsch abandonar Berlín, cayendo posteriormente (en mayo de 1945) prisionera de los norteamericanos.
Hanna Reitsch escribiría en 1951 un libro llamado "Volar... Mi Vida Fliegen - Mein Leben (1951), relatando los últimos minutos de Hitler. En la última edición de este libro, agregó una línea final en forma de interrogante: Zögern Sie nicht, begrüßen Sie Hitler aus Berlin? (¿no habré sido yo quién sacó a Hitler de Berlín?)

## Posguerra
En 1951 publicó su autobiografía titulada Mein Leben (The Sky is my Kingdom.).
Después de la Segunda Guerra Mundial se prohibió a los ciudadanos alemanes el vuelo en avión, luego esta prohibición se flexibilizó y se permitió el vuelo en planeador. En 1952 en una competición mundial de vuelo en planeador que se llevó a cabo en España, Hanna Reitsch logró la tercera posición (siendo la única mujer que participó en el evento). Desde 1954 trabajó como piloto de pruebas en Darmstadt, esta vez para la nuevamente fundada Comisión Alemana para el Fomento del Vuelo en Planeador (DVL).

## Embajadora de buena voluntad de Alemania
En 1959 viaja a la India tras una invitación del primer ministro de la India Jawaharlal Nehru. Allí construyó una red de establecimientos de vuelo en planeador. En 1961 fue invitada a la Casa Blanca por el presidente de los Estados Unidos John F. Kennedy.

## África
Desde 1962 hasta 1966 vivió en Ghana, donde trabajó para el presidente de aquel país africano Kwame Nkrumah y fundó una escuela de vuelo en planeador, que luego ella misma dirigió. En los años setenta logró establecer varios récords en diferentes categorías.

## Muerte

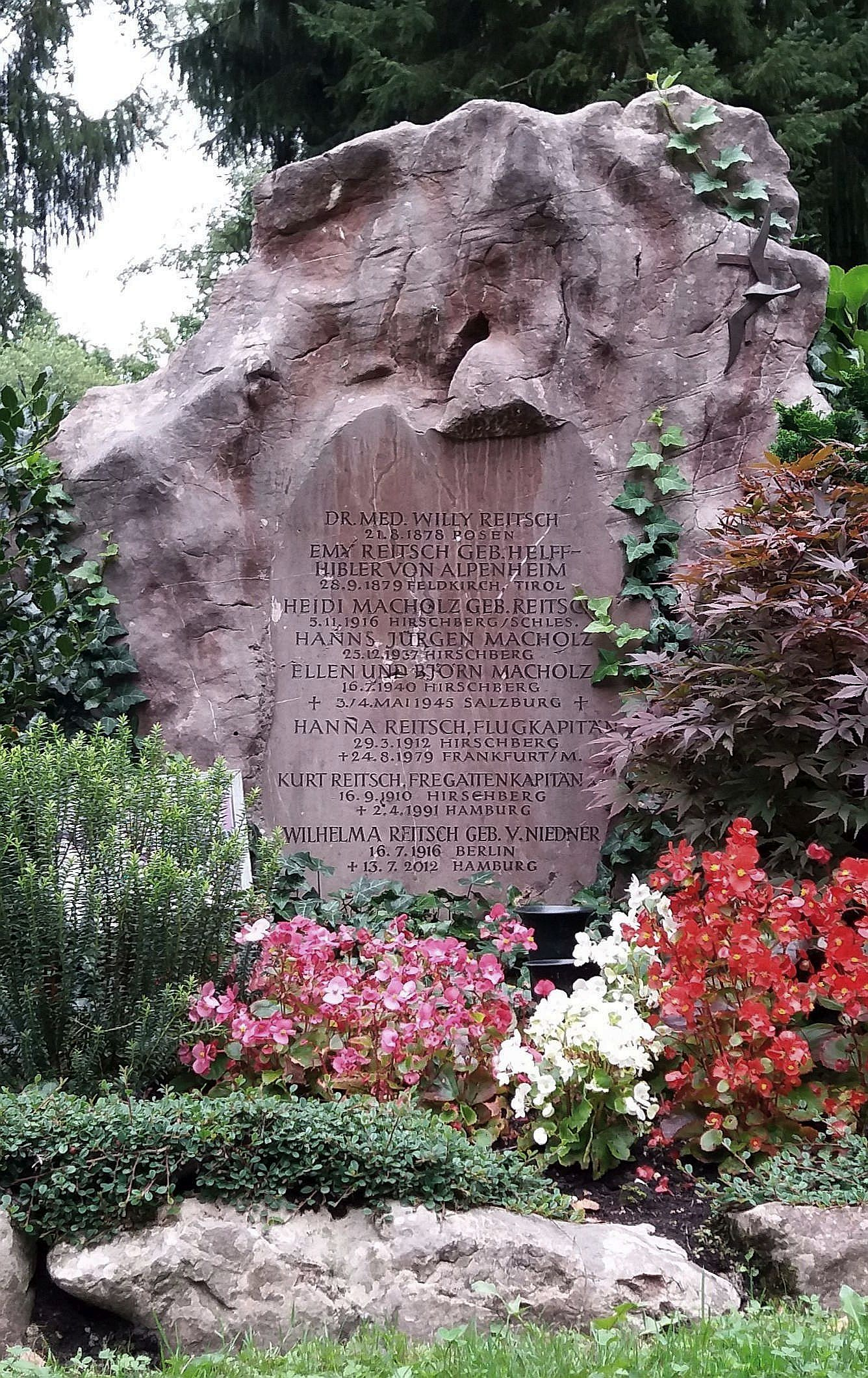
Tumba de Hanna Reitsch en Salzburgo, Austria.

Hanna Reitsch voló hasta sus últimos días. Murió el 28 de agosto de 1979 a los 67 años en Fráncfort del Meno a causa de problemas cardiacos.

## Récords
Reitsch estableció más de 40 récords mundiales de altura y velocidad, que aún no han sido igualados por ninguna otra mujer.
- 1931, duración de vuelo sin motor, con 5h30m.
- 1933, duración de vuelo sin motor, 11h30m.
- 1934, récord femenino de altura en caída libre, 2800 metros. Nina Kamneva batió su récord el 13 de agosto de 1934, al saltar desde 2750 metros y abrir el paracaídas a 250 metros de altura, con un retardo de apertura de 58 segundos. Pese a que saltó más bajo, hizo más retardo de apertura y distancia total, 2500 metros.
- 1936, distancia para planeadores, 305 km.

## Condecoraciones y méritos
- Segunda Guerra Mundial: Cruz de Hierro de Primera Clase como la primera y una de las dos únicas mujeres en obtenerla
- Única mujer que obtuvo el Distintivo Militar Aéreo de Oro con Diamantes.
- 1972: Miembro Honorario de la Sociedad de Pilotos Experimentales en California y "Piloto del Año 1971" por la organización International Order of Charakters
- 1975: Obtención internacional de la "Windrose", Rosa de los Vientos.

## Libros
- Volar... Mi Vida Fliegen - Mein Leben (1951)
- Yo Volé para Kwame Nkrumah Ich flog für Kwame Nkrumah (1968)
- Lo Indestructible en Mi Vida Das Unzerstörbare in meinem Leben (1975)
- Alto y Profundo Höhen und Tiefen - 1945 Hasta la Actualidad (1978)